# Marion Poppen
Marion Poppen (* 15. Dezember 1932 in Bremen; † 1. August 2024 in Bremen) war eine Politikerin und Sportfunktionärin aus Bremen (SPD) und Mitglied der Bremischen Bürgerschaft. 

## Biografie
Poppen besuchte eine Realschule, machte von 1948 bis 1959 eine Ausbildung, wurde in Bremen Angestellte der Norddeutschen Kreditbank AG, war Hausfrau und engagierte Sportpolitikerin vor allem in der Leichtathletik. Sie war evangelisch, verheiratet und hatte zwei Kinder.

### Politik
Poppen war Mitglied der SPD in Bremen. Sie war Vorsitzende der SPD-Landesarbeitgemeinschaft Sport von den 1970er bis zu den 1990er Jahren.
Von 1975 bis 1991 war sie Mitglied der Bremischen Bürgerschaft und in verschiedenen Deputationen und Ausschüssen der Bürgerschaft tätig so auch in der Sportdeputation und im Ausschuss für die Gleichstellung der Frauen. Sie war sportpolitische Sprecherin der SPD-Bürgerschaftsfraktion. 
In der Bürgerschaft wirkte sie unter anderem bei der Durchsetzung eines Sportförderungsgesetzes beim Jugendbildungsgesetz und beim Gesetz zur Gleichstellung von Frauen und Männern entscheidend mit. 

### Sportfunktionärin
Poppen kam 1966 in den Vorstand der Bremer Sportjugend. Von 1973 bis zum Anfang 1999 vertrat sie als 1. Vorsitzende die Interessen des Bremer Leichtathletik-Verbandes in Bremen und im Länderrat des Deutschen Leichtathletik-Verbandes. Während ihrer Amtszeit richtete der Bremer Verband 1983 und 1995 zwei deutsche Meisterschaften sowie diverse norddeutsche Meisterschaften erfolgreich aus. Ferner trug sie maßgeblich dazu bei, dass der Bremen-Marathon von 1987 bis 1991 weitergeführt wurde. Sie setzte sich für die Entwicklung des Frauensports ein.

### Ehrungen
- 1999: Bundesverdienstkreuz am Bande
- Ehrenvorsitzende des Bremer Leichtathletik-Verbandes.
- 1996: Hanns-Braun-Wanderpreis des Deutschen Leichtathletik-Verbandes für ihre Verdienste in der Führung der deutschen Leichtathletik.